# Die Sendung mit der Maus

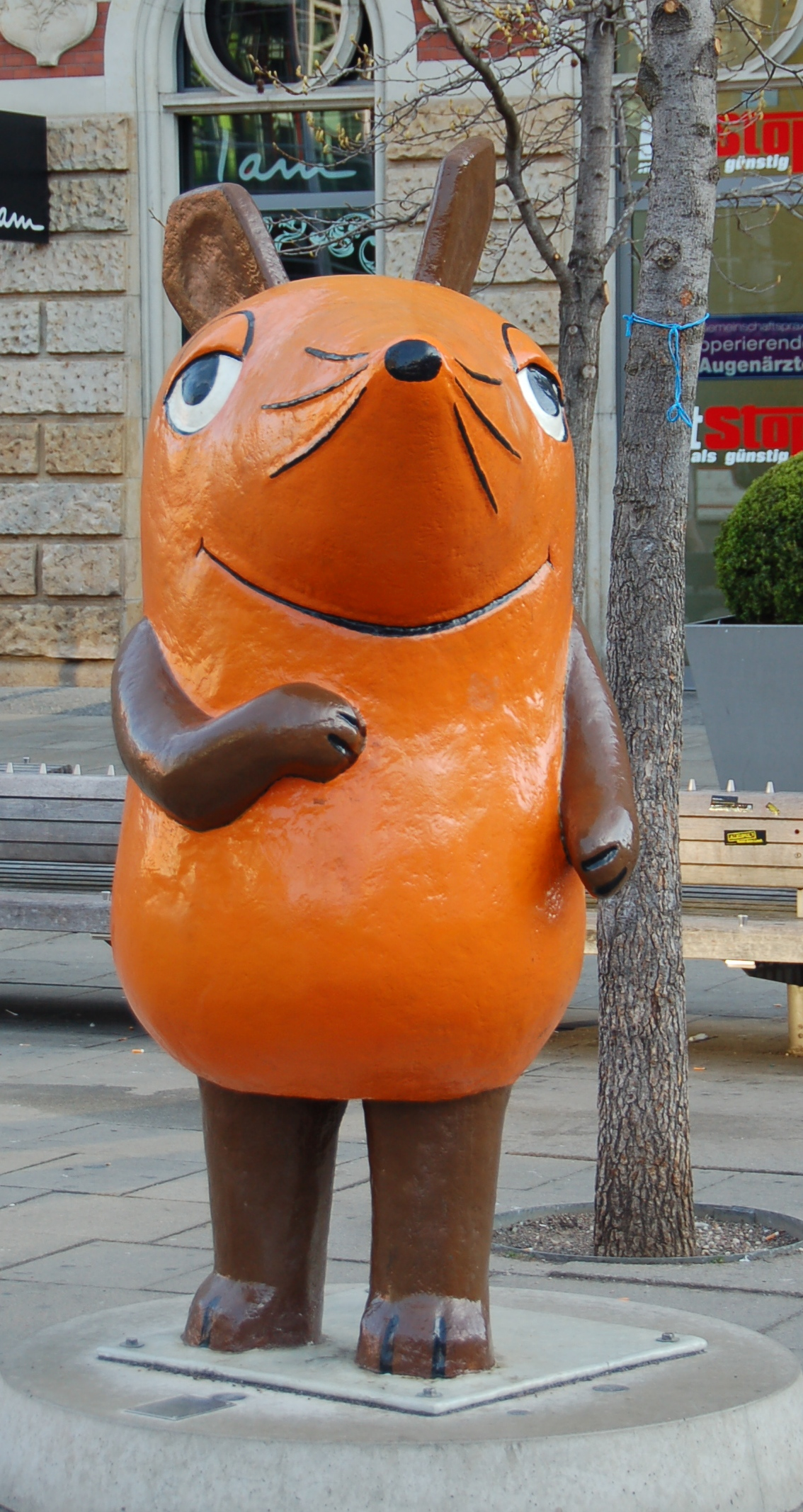
Die Maus

Die Sendung mit der Maus (in italiano: La trasmissione con il topo) è una trasmissione televisiva per bambini molto popolare in Germania, trasmessa ogni domenica mattina. Fu trasmessa per la prima volta nel 1971 dalla rete televisiva ARD. Da allora la trasmissione ha vinto almeno 75 premi nazionali e internazionali (tra cui il premio tedesco per il QI) e ha contato personaggi eccellenti tra gli ospiti, quali il presidente tedesco Horst Köhler.
Contiene soprattutto brevi filmati, condotti da Armin Maiwald, Christoph Biemann (inventore della trasmissione) e Ralph Caspers, che spiegano il funzionamento di alcune cose: alcuni esempi sono come si producono beni di consumo di ogni tipo (dal televisore al pettine) o come funziona il servizio postale. La trasmissione dura 30 minuti; ogni puntata inizia con un breve riassunto dei servizi in tedesco che viene poi ripetuto in una lingua straniera ogni settimana diversa. La maggior parte dei servizi è interessante anche per adulti, rendendo la trasmissione gradevole per tutta la famiglia: un sondaggio nel 2005 ha stimato a 39 anni l'età media dei telespettatori.
Ciò che caratterizza la trasmissione sono però i brevi cartoni animati che raccontano le avventure di un topo arancione ("topo" si dice appunto Maus in tedesco, da cui la trasmissione prende il nome) e dei suoi amici, un elefante blu e una papera gialla. I personaggi, disegnati originariamente da Isolde Schmitt-Menzel, hanno assunto grande popolarità in Germania, dove si vendono anche ogni tipo di gadget ad essi ispirato. Durante la trasmissione vengono trasmessi inoltre altri brevi cartoni animati e, alla fine di ogni puntata, uno spettacolo con le marionette di Käpt'n Blaubär (in italiano Capitano Orso Blu) che intrattiene i suoi nipotini scettici con uno dei suoi incredibili racconti da marinaio.